# Tuoxi
Tuoxi (kinesiska: 托溪) är en socken i sydöstra Kina. Den ligger i Shouning härad i staden Ningde i provinsen Fujian, omkring 150 kilometer norr om provinshuvudstaden Fuzhou. Antalet invånare är 6 596. Befolkningen består av 3 220 kvinnor och 3 376 män. Barn under 15 år utgör 18,0 %, vuxna 15-64 år 66 %, och äldre över 65 år 14,0 %.